# Lac la Tuque (La Tuque)
Ne doit pas être confondu avec les autres lacs "La Tuque" situés dans la province de (Québec).
Pour les articles homonymes, voir La Tuque (homonymie).
Le Lac la Tuque est situé sur la rive Ouest de la rivière Saint-Maurice, dans le territoire de La Tuque, en Mauricie, au Québec, au Canada.

## Géographie
Long de six km (dans l'axe nord-ouest à sud-est) et d'une largeur maximale de 0,3 km, le "Lac La Tuque" est le plan d'eau de tête du ruisseau la Tuque. L'embouchure est située à l'extrémité sud-est du lac, soit à 21,5 km (en ligne directe) à l'ouest de Wemotaci. La partie sud du lac est située à 9,6 km au nord-ouest du Lac Châteauvert qui se jette dans la rivière Manouane.
Ce lac est entièrement situé en milieu forestier, à 1,1 km (en ligne directe) à l'ouest du lac au Renard. Annuellement, sa surface est gelée de novembre à avril.
La décharge du Lac La Tuque, coule sur 1,7 km vers le Sud-Est, jusqu'à la partie sud du Lac au Renard (long de 2,5 km dans l'axe nord-sud). Le courant parcourt 2,1 km vers le nord en traversant le Lac au Renard, où l'embouchure est situé sur la rive Est, soit à 10,0 km (en ligne directe) avec l'embouchure du ruisseau La Tuque.

## Toponymie
Le toponyme Lac la Tuque est corrélé à la rivière du même nom. Le toponyme « Lac la Tuque » a été inscrit le 5 décembre 1968 à la Banque des noms de lieux de la Commission de toponymie du Québec.
Le territoire de La Tuque comporte deux homonymes « Lac la Tuque ». L'autre « Lac la Tuque » est situé à 10,7 km (en ligne directe) à l'ouest de la ville de La Tuque, à 5,0 km au nord-est du Lac Cinconcine et à 3,0 km au nord du lac Turcotte (La Tuque).